# Évariste Carpentier

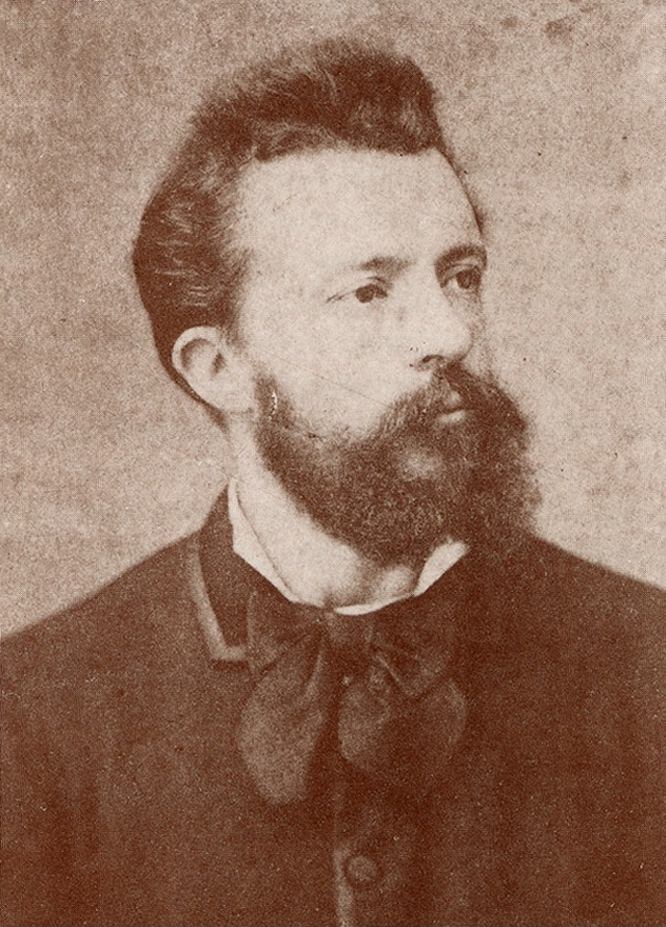
Évariste Carpentier

Évariste Carpentier (* 2. Dezember 1845 in Kuurne, Westflandern; † 22. September 1922 in Lüttich) war ein belgischer Maler des Post-Impressionismus.

## Leben und Wirken
Carpentier stammte aus einer Familie von Kleinbauern. Da sein Lehrer auf seine Kunstfertigkeit aufmerksam wurde, bemühte dieser sich ein Stipendium. 1861 wurde Carpentier dann von Henri de Pratere (1815–1890) als Schüler an der Kunstakademie von Kortrijk aufgenommen.
Bereits drei Jahre später wechselte Carpentier an die Koninklijke Academie voor Schone Kunsten in Antwerpen, wo er Schüler von Nicaise de Keyser wurde. Carpentier fiel weiterhin durch seine Kunstfertigkeiten auf und wurde dafür im darauffolgenden Jahr ausgezeichnet. Der Preis beinhaltete u. a. die Erlaubnis, in der Akademie ein eigenes Atelier einzurichten.
1872 verließ Carpentier die Kunstakademie und eröffnete in Antwerpen ein unabhängiges Atelier. Da sich dort regelmäßig Besucher – u. a. auch aus der Akademie – einfanden, entstand dadurch bald eine Art Künstlerzirkel, in dem Jan van Beers, Emile Claus, Frans Hens und Theodoor Verstaete vertreten waren. Carpentier teilte sich zwischen 1874 und 1877 sein Atelier mit seinem Kollegen. Emile Claus.
Eine Beinverletzung aus seiner Jugend machte Carpenter immer wieder zu schaffen und 1877 sprachen die Ärzte bereits von Amputation. Carpentier gab Wohnung und Werkstatt in Antwerpen auf und kehrte zu seiner Familie nach Kuurne zurück. Die folgenden drei Jahre wurde er dort gepflegt und langsam konnte er sein Bein auch wieder gebrauchen. Des Klimas wegen ging Carpentier 1879 auf Anraten seines Arztes nach Südfrankreich. Auf seiner Rückreise im darauffolgenden Jahr besuchte er in Paris seinen Freund und Kollegen Jan van Beers. Dieser lud ihn ein zu bleiben und stellte ihm auch sein Atelier zur Verfügung.
1881 war Carpentiers Gesundheit so weit wiederhergestellt, dass er sich ohne Krücken bewegen konnte. Inzwischen hatte er sich am Boulevard de Clichy eine Wohnung gemietet und dort auch ein eigenes Atelier eröffnet. 1884 entdeckte Carpentier für sich die Freilichtmalerei. 1886 kehrte er nach Belgien zurück und ließ sich in Brüssel nieder.
1888 heiratete Carpentier in Verviers (Provinz Lüttich) Jeanne Smaelen und hatte mit ihr fünf Kinder; u. a. den späteren Entomologen Fritz Carpentier (1890–1978). 1890 ließ er sich zusammen mit seiner Familie in Overijse (Provinz Flämisch-Brabant) nieder.
1896 erhielt er auf der Internationalen Kunstausstellung in Berlin eine große Goldmedaille. Im Januar 1897 berief man Carpentier zum Nachfolger von Émile Delperée an der Kunstakademie Lüttich. Diese Berufung wurde in der Stadt sehr kontrovers diskutiert, da Carpentier nicht auch Lüttich stammte. 1904 wählte man ihn auch zum Präsident dieser Akademie. Ab 1905 wohnte er endlich auch offiziell in Lüttich.
Während des Ersten Weltkriegs kam die Akademie beinahe zum Stillstand. Obwohl er an gesundheitlichen Problemen litt, war Carpentier einer der Ersten, die dort einen Neubeginn starteten. 1919 gab er alle seine Ämter auf und zog sich ins Privatleben zurück. Am 12. September 1922 starb er in Lüttich und fand dort auch seine letzte Ruhestätte.

## Rezeption
Carpentier fand schon früh zu einem eigenen Stil. Seine ersten Erfolge erzielte er mit Genreszenen aus dem „Goldenen Zeitalter“. Parallel dazu entstanden in dieser Zeit auch erste Szenen aus dem bäuerlichen Leben. Während seiner Zeit im Midi lag der Schwerpunkt seines Schaffens mehr auf Skizzen und Entwürfen, später dann in Paris wurde er dann schon bald zum Liebling der arrivierten Bürger. Schwerpunkt dieser Periode wurden „historische Szenen“ u. a. aus der Chouannerie, dem Aufstand der Vendée, oder der französischen Revolution.
Ab 1884 sah man ihn dann in der Nähe der Schule von Barbizon. Nach eigenem Bekunden sah er sich selbst durch Jules Breton und Jules Bastien-Lepage beeinflusst. Zwischen 1886 und 1896 unternahm Carpentier immer wieder Reisen durch Belgien und Frankreich und widmete sich vermehrt der Landschaftsmalerei.

## Schüler (Auswahl)
| - Marcel Caron (1890–1961) - Robert Crommelynck (1895–1968) - Émile Deckers (1885–1968) - Jean Donnay (1897–1992) - Raphaël Dubois (1888–1960) - Adrian Dupagne (1889–1980) - Ernest Forgeur (1897–1961) | - Marie-Madeleine Gérard (1901–1983) - Richard Heintz (1871–1929) - Dieudonné Jacobs (1887–1967) - Armand Jamar (1870–1946) - Léon Jamin (1872–1944) - Ludovic Janssen (1888–1954) - Luc Lafnet (1899–1939) | - Albert Lemaître (1886–1975) - Auguste Mambour (1896–1968) - Jacques Ochs (1883–1971) - Fernand Steven (1895–1955) - José Wolff (1885–1964) - Xavier Wuth (1860–1933) |

## Werke (Auswahl)
- La jeune vachère en Ardenne.
- Les étrangères.
- Chouans en embuscade.
- Chouans en dérouté.
- La baignade interdite.
- Mer du Nord.
- La laveuse de navets.
- Les canards.
- L'Hôtel Curtius, quai de Maestricht.
- Mme Roland à la prison Sainte-Pelagie.

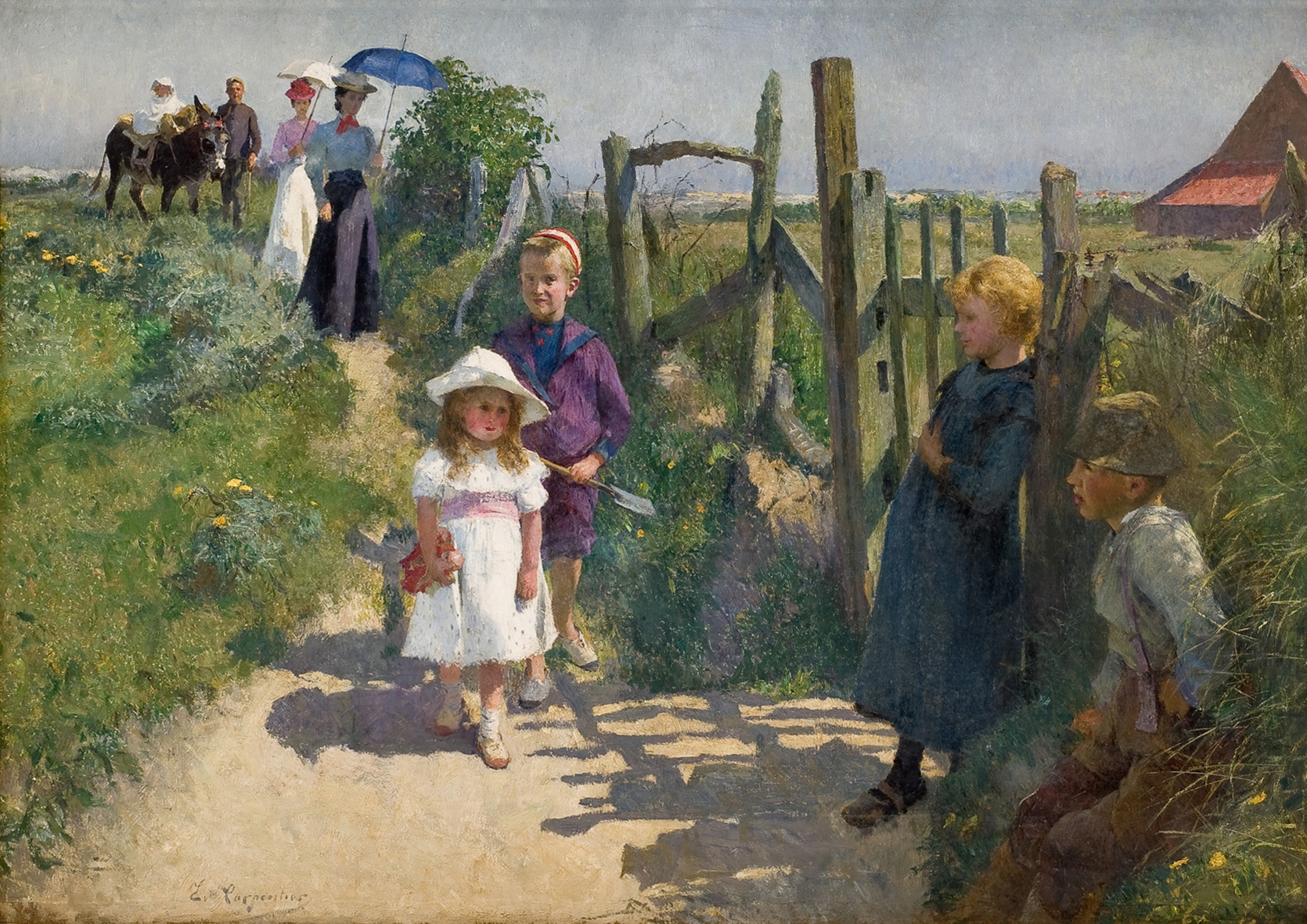
En villégiature (etwa 1890–95)
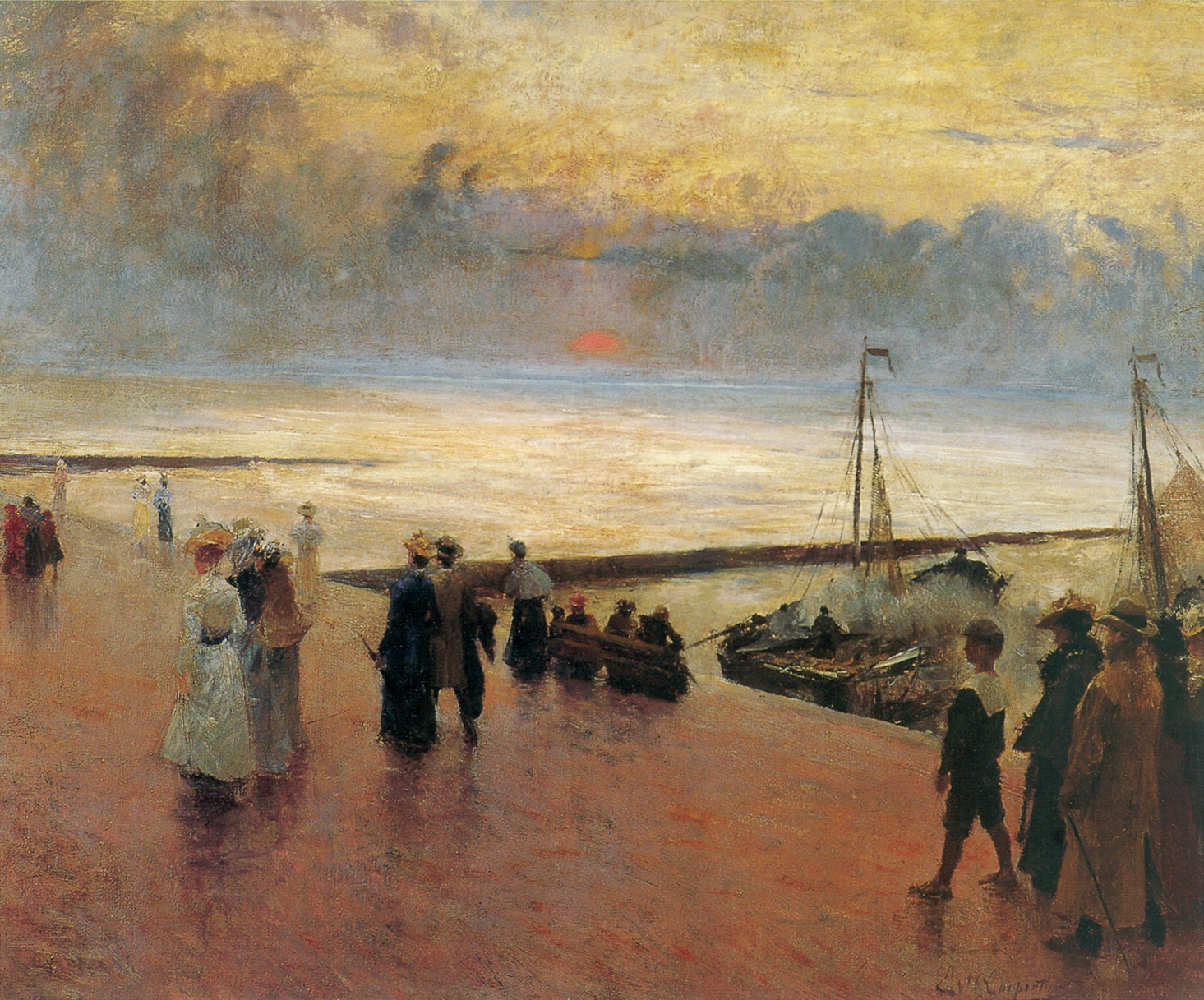
Coucher de soleil à Ostende
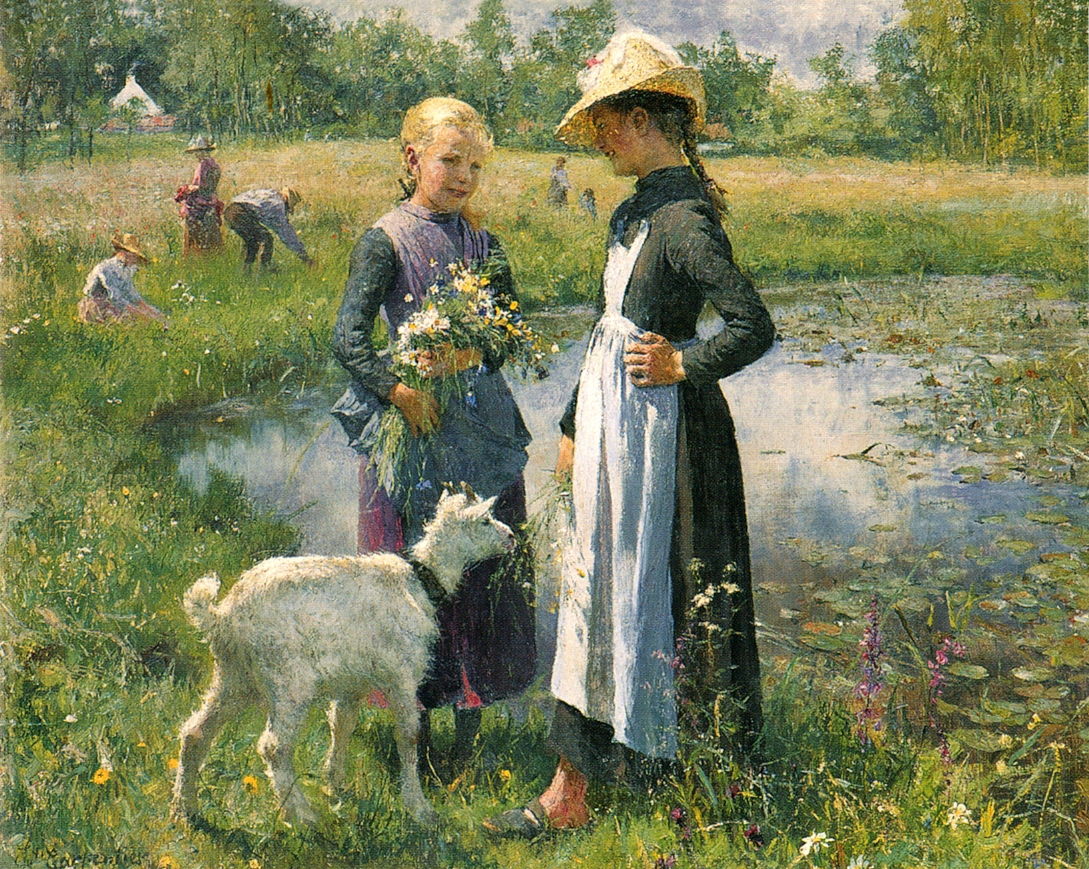
Le petit étang (etwa 1894)
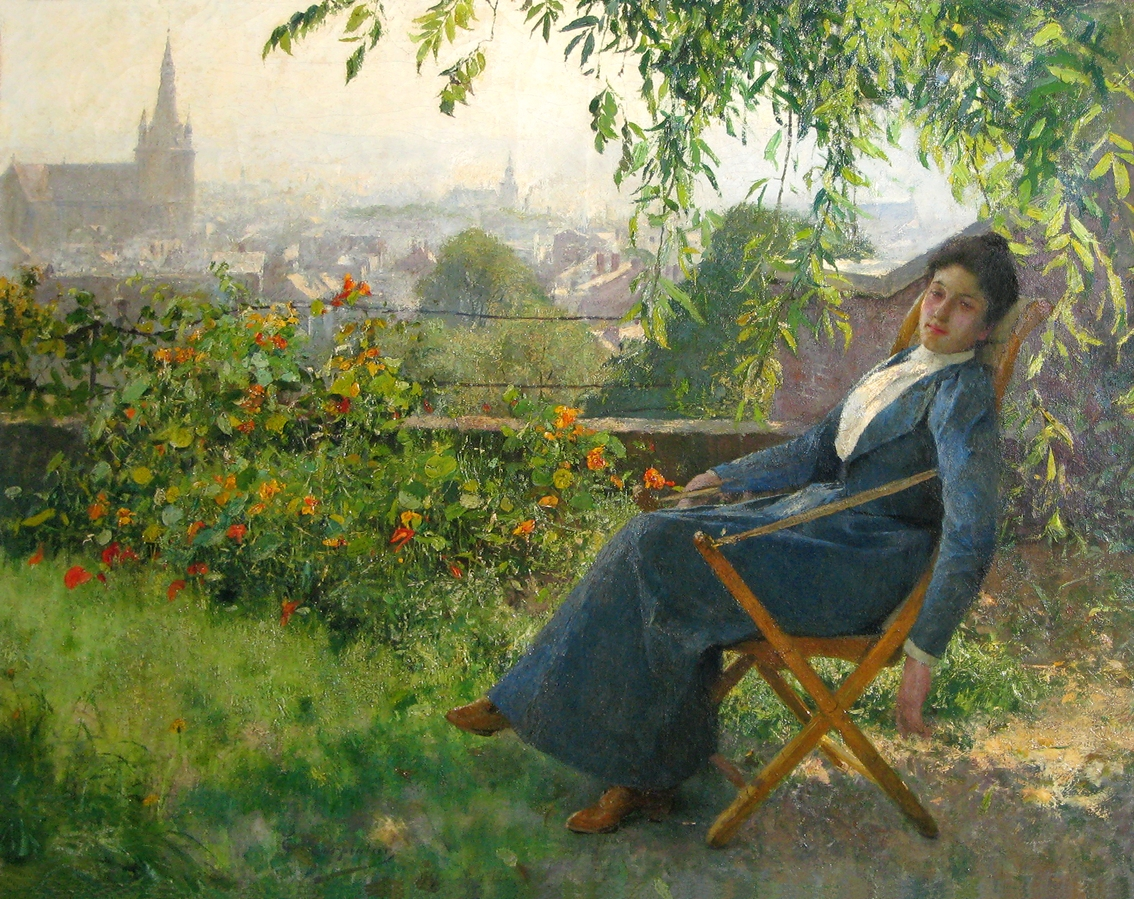
La sieste (etwa 1897)
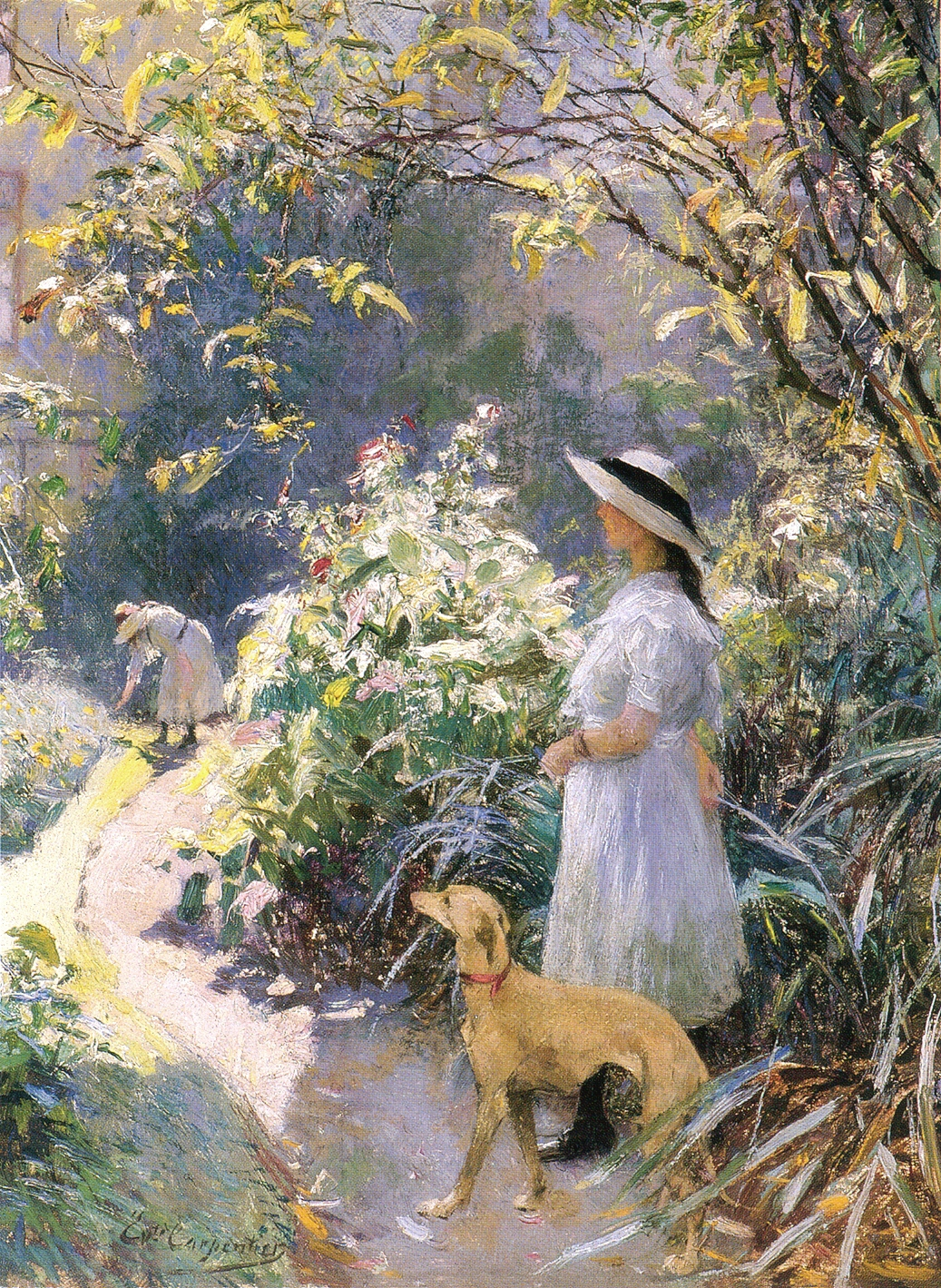
Jeune fille et son lévrier au jardin
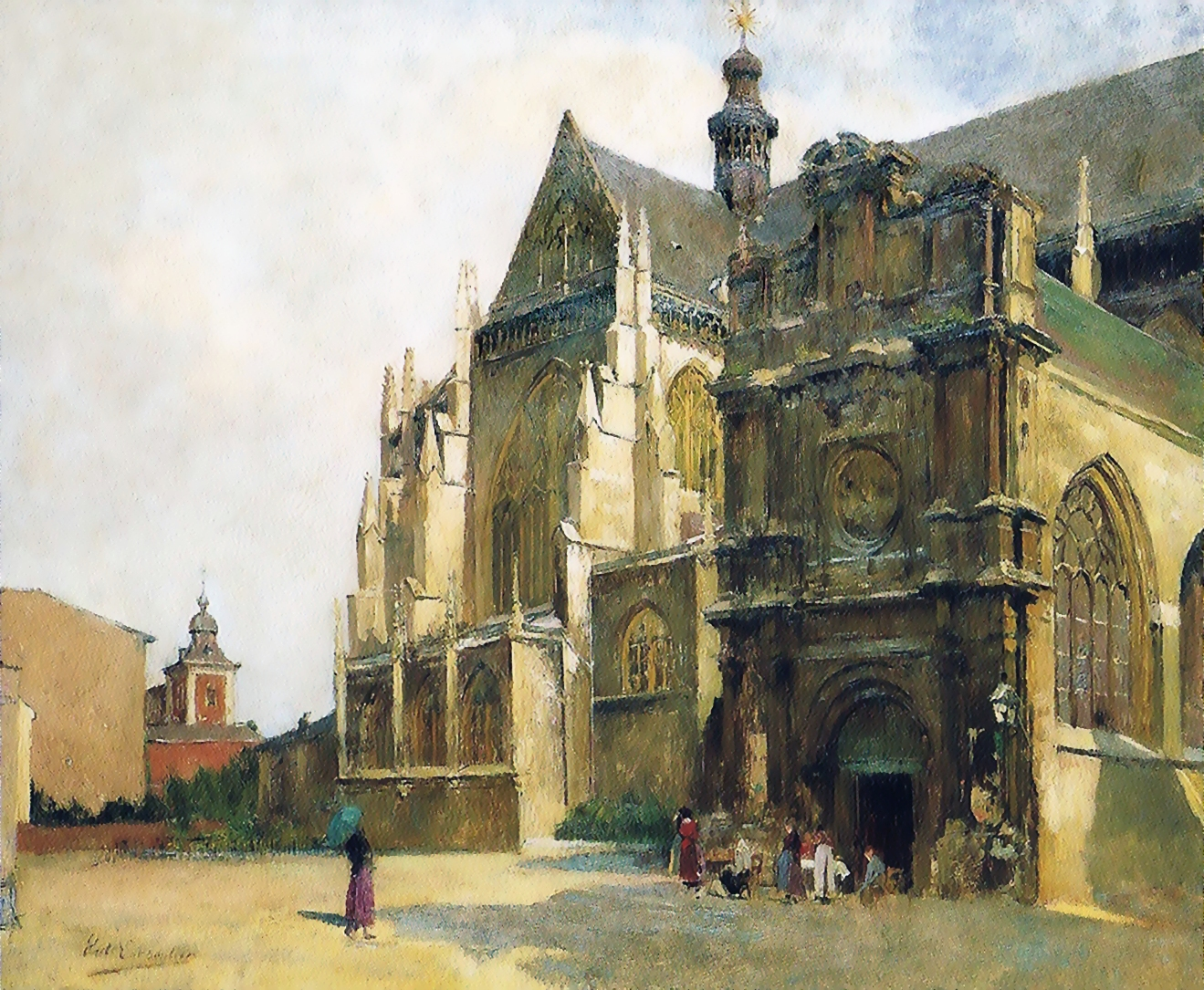
Place Saint-Jacques à Liège (etwa 1900) mit der Kirche St. Jakob